# Gnomo

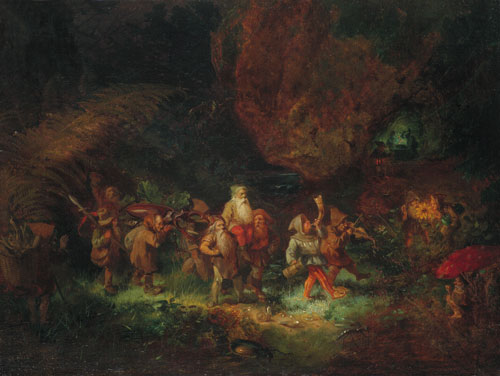
Gnomos.

Um gnomo é uma criatura mitológica, incluída entre os seres elementais da terra. São costumeiramente representados como pequenos humanoides que vivem sob a terra, em minas ou em ocos de troncos de árvores, onde guardam seus tesouros.

## Histórico
O mais antigo texto que se conhece mencionando este ser é o Liber de Nymphis, sylphis, pygmaeis et salamandris et de caeteris spiritibus, escrito pelo alquimista Paracelso no século XVI. Na sua classificação dos espíritos elementais, Paracelso divide-os em quatro tipos: as salamandras (do fogo), as ondinas (da água), os silfos (do ar) e os gnomos (da terra).
O nome, segundo alguns autores, pode vir do latim medieval gnomos, originado do grego clássico gnosis ("conhecer"). Outra teoria é de que venha do grego genomas ("terrestre").
Em 1583, a palavra gnome passou a figurar nos dicionários franceses, com o significado de "pequenos gênios deformados que habitam a Terra".

## Representações contemporâneas

### Literatura
- Na série de livros de Oz de L. Frank Baum , os Momes, especialmente o seu rei, são os principais adversários do povo de Oz. Ruth Plumly Thompson, que continuou a série após a morte de Baum, rebatizou os Momes como Gnomos[carece de fontes?].

- Nas primeiras versões de seu grande legendário, J.R.R. Tolkien chamava os Noldoli (posteriormente Noldor), um dos três clãs élficos, de Gnomos. O autor, no entanto, abandonou este nome posteriormente, posto que seus Gnomos não se assemelhavam de nenhum modo aos Gnomos da teoria erudita, nem da imaginação popular, e o uso da palavra estava gerando interpretações equivocadas entre os leitores ingleses (o termo Gnomos como significando os Elfos Noldorin chegou a aparecer nas primeiras edições de O Hobbit[7]). O Gnomo de seu legendário tinha origem no grego gnōmē, “pensamento, inteligência” (e no plural “máximas, ditados”), e foi usado para se referenciar aos Elfos Noldorin porque "Noldor" era uma palavra alto-élfica que significava "Aqueles que Sabem"[8], não guardando relação com o gnomo da cultura popular, supostamente criado por Paracelso como um sinônimo de pygmaeus [pigmeu].[9]

- Na série de livros As Crônicas de Nárnia, de C.S.Lewis, os gnomos são conhecidos como terráqueos que vivem no subterrâneo no Reino de Bismo[carece de fontes?].
- No livro O vale do Galardão, de Ragnar Jaðimbalgsøn, o gnomo Biofel detém a cura para uma enfermidade causada por um espectro: o seu espirro. [10]